# Polyrhachis leae
Polyrhachis leae är en myrart som beskrevs av Auguste-Henri Forel 1913. Polyrhachis leae ingår i släktet Polyrhachis och familjen myror. Inga underarter finns listade i Catalogue of Life.